# Fàbrica Can Framis
La Fàbrica Can Framis és un antic conjunt industrial del Poblenou de Barcelona, catalogat com a bé amb elements d'interès (categoria C). Actualment és la seu del Museu Can Framis.

## Història
El 1840, Joan Framis ja consta amb un establiment situat a tocar i aprofitant les aigües de la séquia de la Llacuna. Aquest nucli primigeni, que va ser un dels més importants del sector dels acabats tèxtils de Sant Martí durant el segle xix, és clarament identificable a la planimetria de l'època, i apareix reflectit gràficament per primer cop al plànol de Sant Martí del 1851. Hi ha documentats diversos permisos d'obres per a la construcció de «quadres» (naus industrials) al 1855 i 1865, així com casetes per a treballadors a la dècada de 1870, un grup de les quals correspon als actuals números 97-101 del carrer de Roc Boronat.
Durant els primers anys del segle xx, s'anaren urbanitzant part dels terrenys de l'extensa finca inicial, afectant fins i tot les entrades al recinte fabril. Després de la Guerra Civil espanyola i fins gairebé avui dia, les diferents naus han allotjat diverses empreses (algunes vinculades als hereus de la família Framis), alhora que s'ha produït nombroses, subdivisions, construcció de nous coberts, etc.
El 2009 s'inaugurà el nou Museu Can Framis, una de les seus de la Fundació Vila Casas. En aquesta actuació s'enderrocà el cos central per substituir-lo per un de nou i es rehabilitaren els cossos restants per la nova funció.

## Descripció
Can Framis ocupa la major part de l'illa delimitada pels carrers de Tànger, La Llacuna, Roc Boronat i Sancho de Ávila. L'antiga fàbrica de llana és en l'actualitat un equipament cultural format per tres naus de dues plantes, excepte la nau oest que en té tres, i la vella xemeneia de grans dimensions. Les naus s'articulen al voltant d'un pati, i la central disposa de l'accés públic i organitza la resta del conjunt. Aquesta és una construcció de formigó vist que contrasta amb els acabats de totxo de les naus fabrils. A la façana sud-est d'aquest volum domina el ple sobre el buit, en canvi la façana oposada és més oberta gràcies als portals ritmats que il·luminen les oficines.
En les façanes de les altres dues naus hi ha una sèrie d'obertures de component vertical, ritmades de manera que queda equilibrat el ple i el buit. De totes maneres, aquestes estan actualment massissades i anul·lades com a finestres. D'altra banda hi ha obertures noves, no sempre coincidents amb les antigues, depenent de criteris compositius i relacionats amb la funció que tenen a l'interior. La pell d'aquestes façanes ha estat tractada de manera homogènia en tots els seus elements amb una pintura d'un color gris intencionadament neutre. La teulada manté un criteri diferenciat segons l'origen de les construccions; els cossos fabrils tenen coberta de zenc a dues pendents, i el cos central nou té coberta plana.
Cal destacar la decidida voluntat d'integració dels dos llenguatges arquitectònics presents; l'industrial i el contemporani, per crear una unitat compositiva i funcional equilibrada. Aquesta s'aconsegueix amb la potenciació dels contrastos entre els dos llenguatges i la posta en valor dels trets comuns de les construccions com la volumetria o la capacitat de crear espai públic. A l'interior cal destacar les encavallades de formigó restaurades que es presenten del mateix color blanc que la resta de l'espai.
L'antiga xemeneia, aïllada de la resta del conjunt, preserva la base de totxo coronada per una cornisa de gola egípcia construïda a base de totxo massís motllurat a sardinell. Les cantonades estan solucionades amb pedra tallada.
Com a element moble, al mig del pati hi ha una escultura abstracta de Jaume Plensa de ferro colat.